# Johann Jakob Koch (* 1740)
Johann Jakob Koch (* 1740; † 1805) war ein deutscher Kaufmann, Bürgermeister sowie landgräflicher Obervogt in der Universitäts-Vogtei-Singlis.

## Leben
Johann Jakob Koch war ein Sohn des Wanfrieder Kaufmanns Friedrich Koch (1694–1780).
Er übernahm das väterliche Geschäft und wurde in seinem Heimatort Handelsherr und bekleidete von 1792 bis 1804 das Amt des Bürgermeisters. Damit verbunden war die Tätigkeit des Schöffen.
Koch war landgräflicher Obervogt in der Universitäts-Vogtei-Singlis.
Landgraf Philipp der Großmütige hatte 1540 den Hof Singlis mit seinen Einkünften der Universität Marburg zur Verfügung gestellt. Fortan verwaltete ein Vogt den Betrieb, der Mitte des 19. Jahrhunderts an die Bauern verkauft wurde.
Koch war verheiratet. Der Landrat Karl Georg Koch war sein Sohn und der Dichter Ernst Koch sein Enkelsohn.